# Купітаа (Турку)
Купіттаа (фін. Kupittaa швед. Kuppis) — один із центральних районів міста Турку, що входить до Центрального територіального округу — центр рекреаційної, наукової і бізнес-діяльності. 

## Географічне положення
Район розташований на схід від центральної частини міста, навколо парку Купіттаа, поблизу траси Турку-Гельсінкі. 

## Пам'ятки
У парку Купіттаа, що знаходиться в центрі району, розташований спортивний стадіон Верітас, майданчик для бейсболу, велотрек, боулінг, майданчик для скейтбордистів, траса для мотокросу і відкриті басейни. Хокейна арена була реконструйована і відкрита в листопаді 2006. 
У районі залізничного вокзалу Купіттаа розташований центр наукової та бізнес-діяльності — Науковий парк Турку. 